# Tyarrpecinus rothi
Tyarrpecinus rothi — вид вимерлих сумчастих ссавців родини Тилацинових (Thylacinidae), що жив у пізньому міоцені. 
«Tyarrpa» на діалекті східних арандів «тріснутий», грец. kynos — «пес». Вид названо «rothi» на честь Карла Рота за його внесок у природної історії Центральної Австралії. Викопні рештки знайдені в Науковому Заповіднику Алькута, Північна територія, Австралія. Голотип: фрагмент лівої верхньої щелепи з Р2 і M1-4; близько 75 невеликих фрагментів, що складається з відокремлених коренів і кісток і фрагментів емалі. Визначена Стівеном Ро вага цієї тварини — 5394.6 гр (похибка 22%). Tyarrpecinus вважається більш тісно пов'язані з видами Thylacinus, ніж з іншими родами Thylacinidae. Можливо, Т. rothi жив у тому ж середовищі проживання, як набагато більш великий і пізніший Thylacinus potens, який відомий також з місцевої фауни заповіднику Алькута.